# Cueva de Micolón
La cueva de Micolón es un enclave arqueológico que se encuentra al borde del Embalse de Palombera, cerca de la Cueva de Chufín, en Cantabria (España).
La cueva fue descubierta en 1976 por un grupo de espeleólogos, para ser estudiada posteriormente por el director del Museo de Prehistoria y Arqueología de Cantabria de la época, Miguel Ángel García Guinea. Se trata de una cavidad de 500 metros con un trazado laberíntico especialmente angosto, en la cual se ha encontrado algo de talla en sílex (como algunos nódulos con signos de haber sido explotados y un buril). Los restos de ocupación pertenecen al Solutrense, es decir, serían de entre 20000 y 17000 años de antigüedad.
En cuanto al arte rupestre, la Cueva de Micolón posee 22 grabados incisos y algunas pinturas rojas, fundamentalmente encuadradas en una sala cercana a la entrada. Hay cérvidos, caballos y algunos signos tectiformes, todos ellos de estilo III de Leroi-Gourhan.
Actualmente el yacimiento está cerrado al público, siendo propiedad del Gobierno de Cantabria.